# Abbaye de Foigny
L’abbaye de Foigny (lat. Fusniacum) est une ancienne abbaye cistercienne située à La Bouteille (Aisne).

## Histoire
Située entre Origny et Étréaupont, dans un vallon de Thiérache, au nord-est du département, elle a été fondée le 11 juillet 1121 par Bernard de Clairvaux et Barthélemy de Jur, évêque de Laon. L'église est construite sur le plan de Clairvaux, ce qui a été confirmé par des fouilles effectuées en 1959.
L'abbaye était prospère, ne comptant pas moins de cent moines et deux cents frères convers qui exploitaient douze mille hectares de possessions jusqu'aux portes du Laonnois. Moteur économique de la Thiérache, elle a permis, avec les autres abbayes du secteur, de défricher une terre couverte de forêts et de favoriser l'installation des premiers villageois autour des censes. Grâce aux généreuses donations des seigneurs et du clergé, de nombreux moulins à blé furent construits par les moines.
Entre 1181 et 1185, le pape Lucius III confirme par une bulle la décision rendue par les évêques de Soissons, de Laon et de Tournay à la suite d'une contestation survenue entre l'abbaye de Foigny et celle de Saint-Michel en Thiérache, au sujet de la possession de certaines forêts (XIIe siècle (1181-1185), à Velletri, le 18 des calendes de janvier ; écrit latin). Pièce admirablement écrite, et très bien conservée.
Raoul Ier de Coucy (1149-1191) y aurait été inhumé en juillet 1192.
L'abbaye fut détruite par un incendie en 1542. 
À partir de 1722, de grands travaux sont entrepris. Le couvent est reconstruit en 1736, mais les travaux s'arrêtent, faute de moyens. Au cours de la Révolution, l'abbaye est pillée et il n'y a plus que onze religieux. En 1794, les bâtiments de l'abbaye sont utilisés comme hôpital militaire.
Il ne reste malheureusement rien aujourd'hui de ce glorieux passé. À la fin du XIXe siècle, une chapelle a été érigée sur le chœur de l'ancienne église abbatiale, et le site aujourd'hui reste un lieu de grande quiétude où le souvenir des moines et des convers travailleurs demeure encore.
Il existe encore également un moulin dont la partie la plus ancienne date du XIIe siècle, il n'a jamais cessé son activité jusqu'en 2000, et depuis 1982 la force de la rivière Thon permet la production d'hydroélectricité.

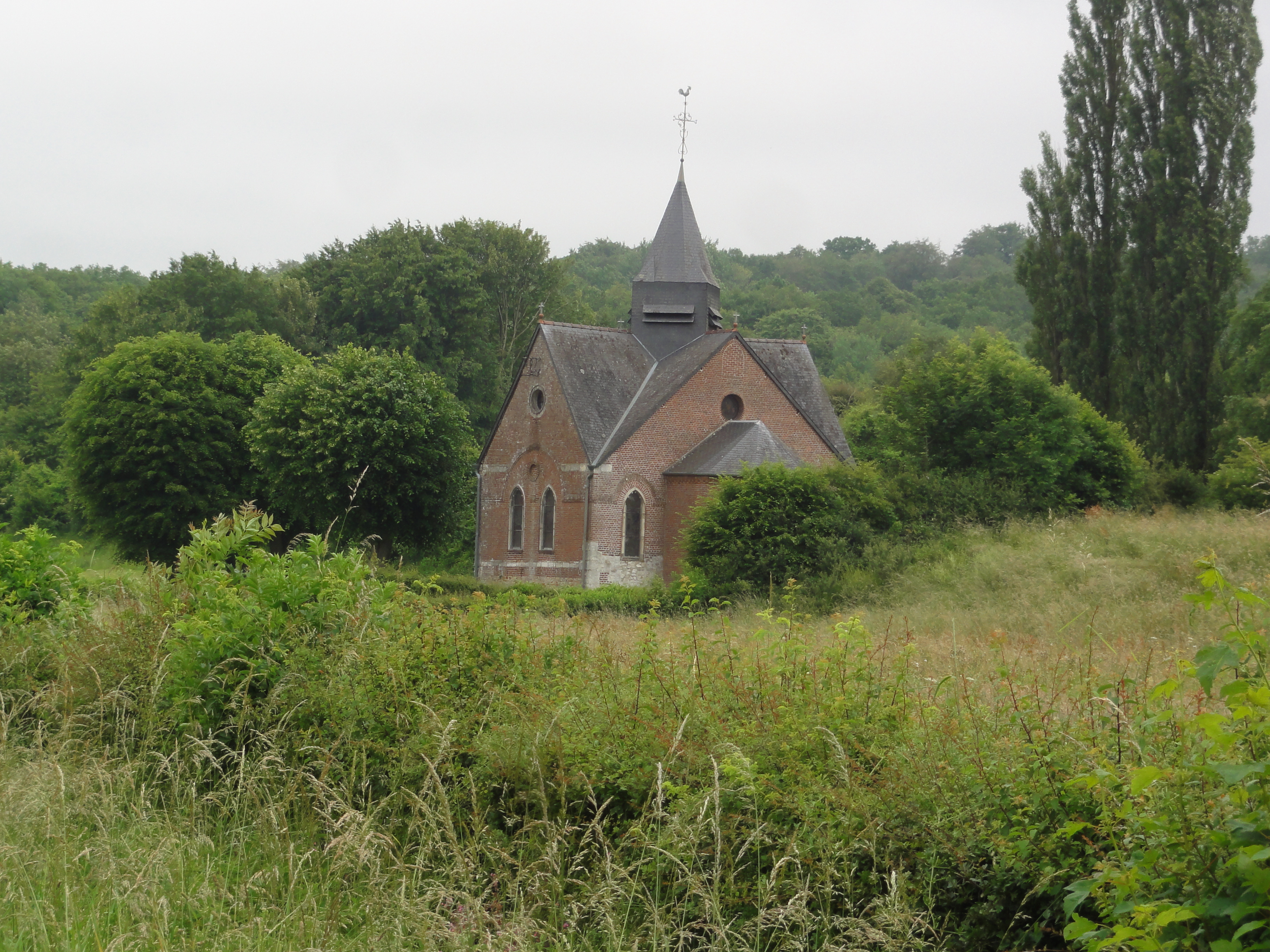
Vue du terrain de l'ancienne abbaye.
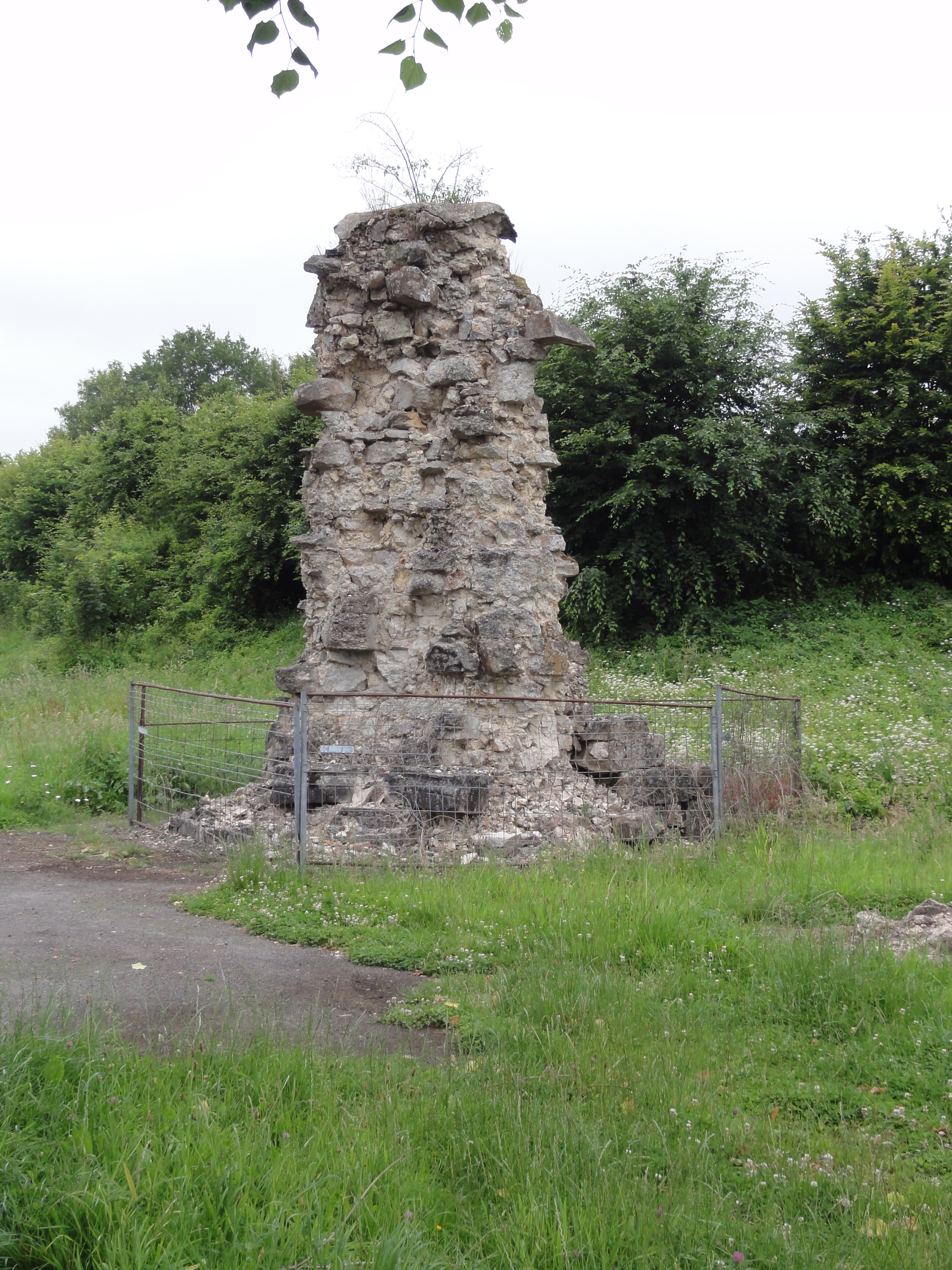
Le seul vestige resté debout de l'abbaye.
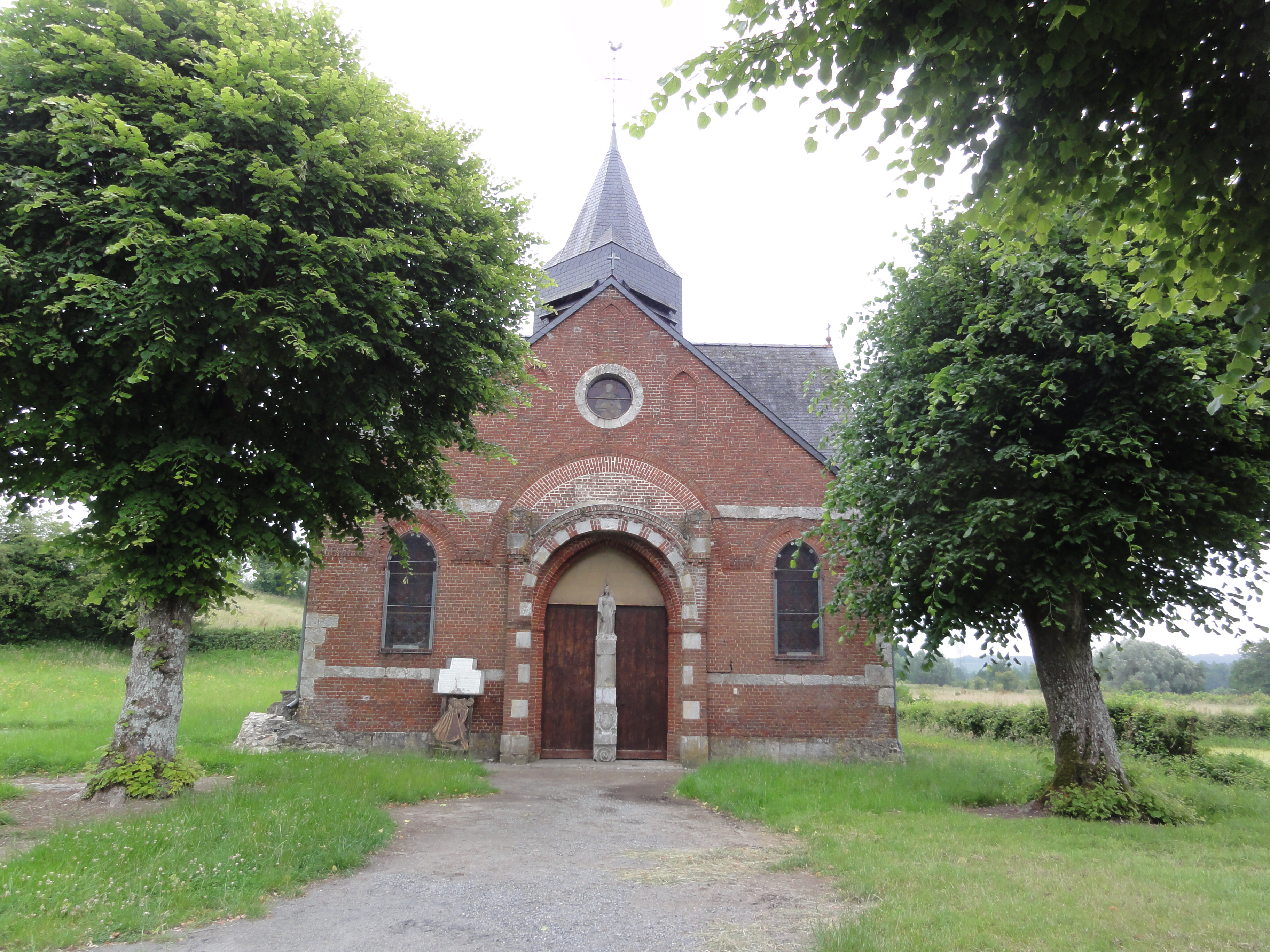
La chapelle en souvenir de l'abbaye.
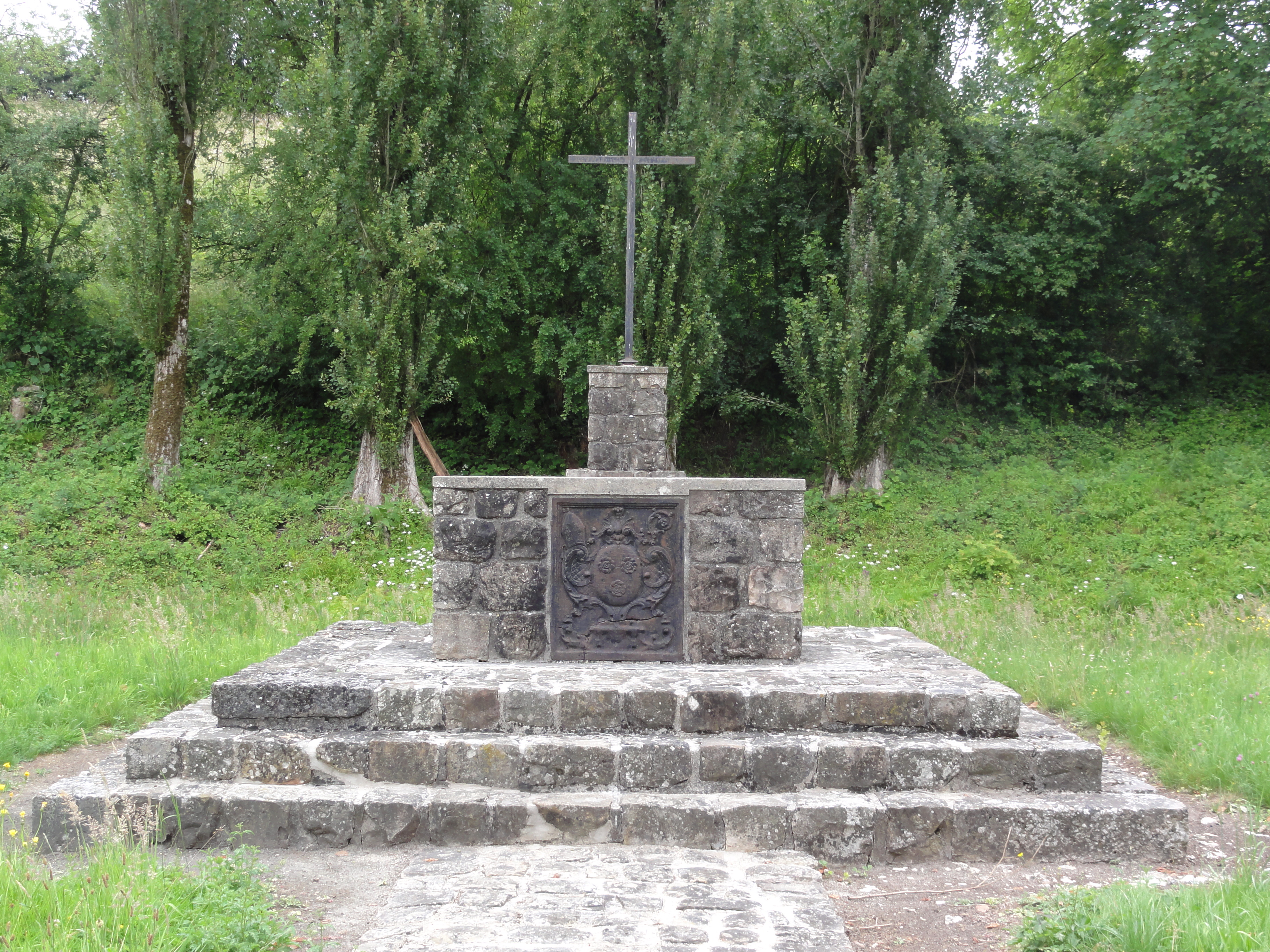
Croix et autel en souvenir de l'abbaye.
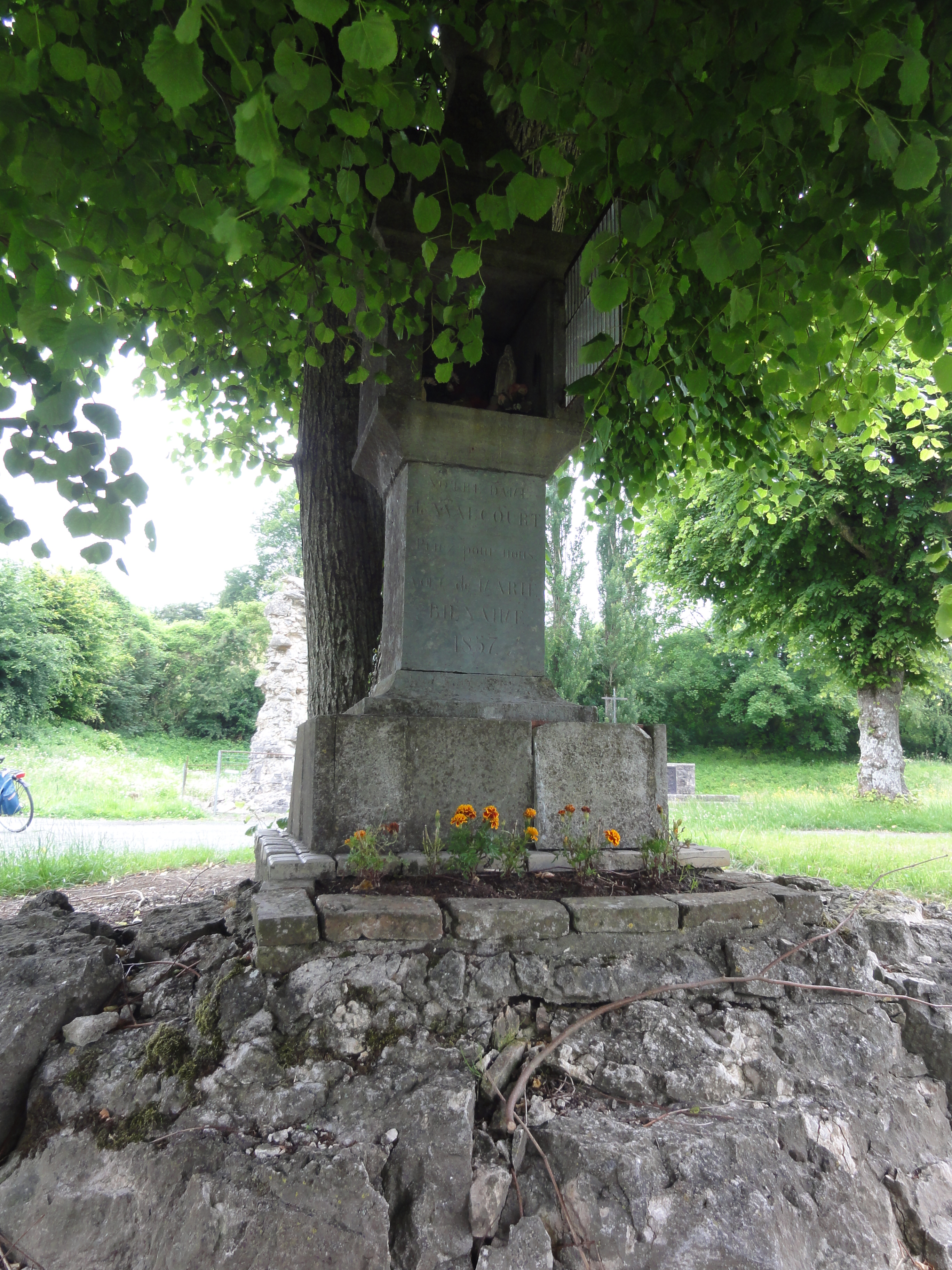
Oratoire Notre-Dame devant la chapelle.

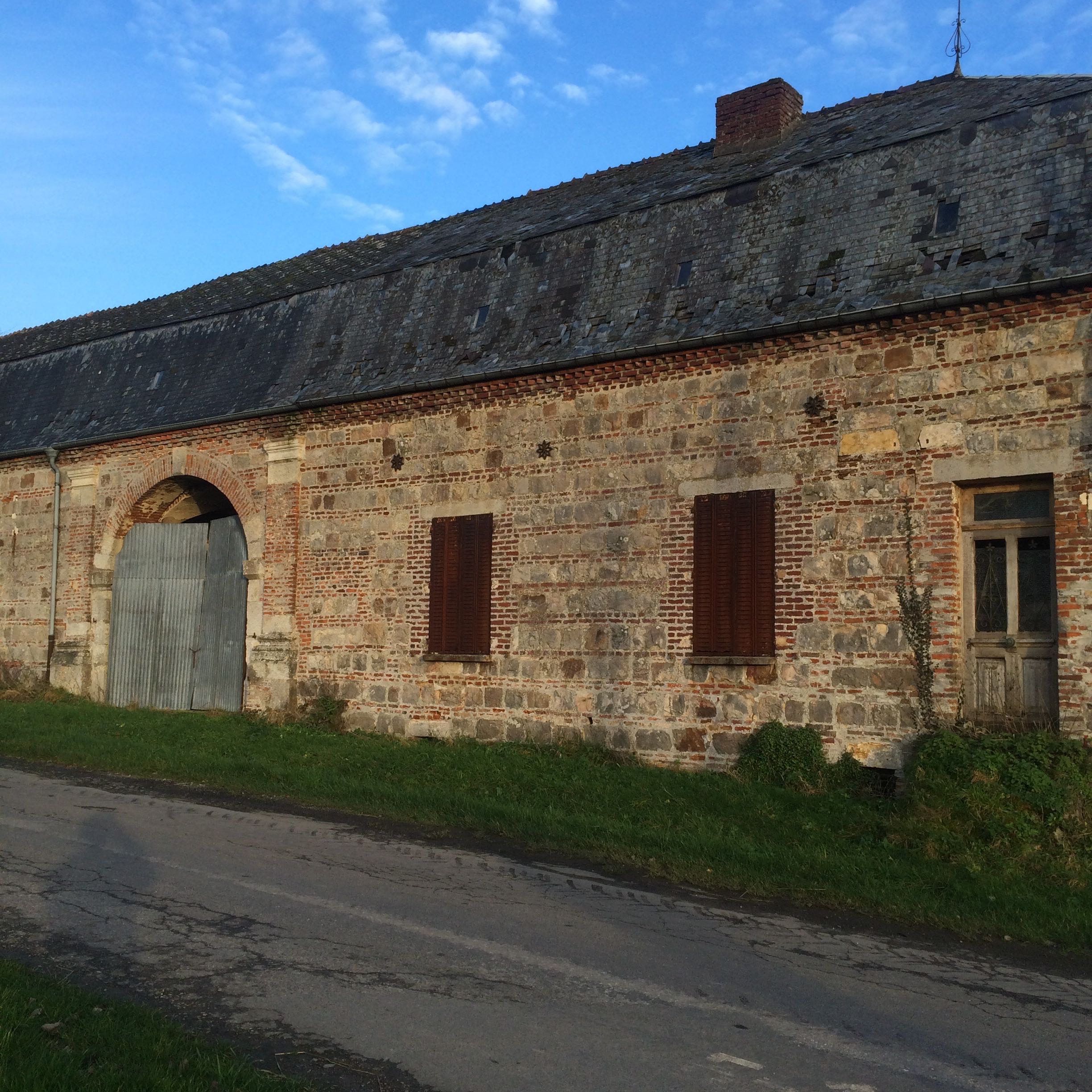

## Filiation et dépendances
Foigny est fille l'abbaye de Clairvaux et mère de Bohéries

## Liste des abbés
Liste des abbés de Foigny

### Sources et bibliographie
- « Voyage littéraire de Dom Guyton en Champagne (1744-1749) », sur gallica BNF (consulté le 13 juillet 2014)
- Édouard Barthélémy, Analyse du cartulaire de l'abbaye de Foigny, Vervins, Imprimerie du Journal de Vervins, 1879 (lire en ligne)
- Édouard Michaux, Histoire d'Origny-en-Thiérache et de ses environs, Origny-en-Thiérache, J. Lecerf, 1894 (lire en ligne)
- Bénédicte Doyen, « Le rôle des monastères dans la mise en valeur des terroirs de Thiérache : L'exemple de l'abbaye cistercienne de Foigny (XIIe – XVIe siècles) », Mélanges de sciences religieuses, Lille, France, Université catholique de Lille, vol. 60, no 3,‎ 2003 (ISSN 0025-8911)
- Amédée Piette, Histoire de l'Abbaye de Foigny. Ordre de Citeaux, filiation de Clervaux, Vervins, Impr. de Papillon frères, 1847, 288 p.